# 페스코코스탄초
페스코코스탄초(이탈리아어: Pescocostanzo)는 이탈리아 아브루초주 라퀼라도에 있는 코무네이다.